# Diploglottis pedleyi
Diploglottis pedleyi är en kinesträdsväxtart som beskrevs av Sally T. Reynolds. Diploglottis pedleyi ingår i släktet Diploglottis och familjen kinesträdsväxter. Inga underarter finns listade i Catalogue of Life.